# 鹿児島市立八幡小学校
鹿児島市立八幡小学校（かごしましりつ やはたしょうがっこう）は、鹿児島県鹿児島市下荒田三丁目にある公立小学校。

## 沿革
- 1877年（明治10年） - 創立
- 1941年（昭和16年） - 国民学校令により八幡国民学校と改称
- 1947年（昭和22年） - 鹿児島市立八幡小学校と改称

## 校区
- 下荒田の全域
- 鴨池二丁目の一部
- 天保山町の全域
- 与次郎の全域

## 著名な卒業生
- 宮之原明子 - 実業家、プロデューサー、株式会社清友代表取締役社長、株式会社ミエルカ 代表取締役社長